# Choerophryne siegfriedi
Espèce
Synonymes
- Albericus siegfriedi Menzies, 1999

Statut de conservation UICN

 CR B1ab(iii) : 
En danger critique
Choerophryne siegfriedi est une espèce d'amphibiens de la famille des Microhylidae. 

## Répartition
Cette espèce est endémique de la province de Simbu en Papouasie-Nouvelle-Guinée. Elle ne se rencontre que sur le mont Elimbari. Les spécimens collectés l'ont été entre 2 400 et 2 500 m d'altitude,.

## Étymologie
Cette espèce est nommée en référence à Siegfried.

## Publication originale
- Menzies, 1999 : A study of Albericus (Anura: Microhylidae) of New Guinea. Australian Journal of Zoology, vol. 47, no 4, p. 327-360.